# L'Enfant de Bohème
L'Enfant de Bohème est un recueil de nouvelles de Daniel Boulanger publié le 3 avril 1978 aux éditions Gallimard et ayant obtenu le Prix du Livre Inter la même année.

## Résumé
L'Enfant de Bohème comporte quinze nouvelles, qui peuvent être lues comme des variations, tantôt émouvantes, tantôt cruelles, autour du thème de l'amour dans des univers quotidiens et en apparence banal : dans Une ombre dans le paysage, Achille, le vieux sacristain, finit par tuer son épouse ; dans le Portrait, Élise Fanisie est violée par un vagabond qui viendra déposer, comme une sorte d'offrande, jour après jour, un lapin mort à la porte de la demeure qu'elle a désormais quittée.

## Éditions
- L'Enfant de Bohème, éditions Gallimard, 1978  (ISBN 2-07-018427-7)